# Serie 591 de Renfe
La serie 591 de Renfe, también llamada Ferrobús, es un conjunto de automotores diésel (M-R, 300 CV la UT-591.301 y 277 CV el resto, 90 km/h) del que se construyeron 176 unidades y que se utilizó profusamente en tráficos regionales y en ocasiones en tráfico de larga distancia. 

## Historia
La primera unidad, 591.301 (ex Fer 301), fue fabricada en 1956 en Alemania por Wagonfabrik Uerdingen. Entre 1962 y 1971 se fabricaron las unidades 591.302 a 591.306 y 591.401 a 591.569 por CAF, MMC, SECN, MACOSA y Euskalduna. [cita requerida]
Este primer prototipo se presenta en forma de una composición triple, con una motriz, un remolque y un remolque con furgón. Luciendo un curioso dispositivo "cazavacas" en la delantera. La carrocería es ligera, hecha de aluminio y acero. La construcción es bastante económica: suelo en chapa ondulada recubierto con aglomerado, aislamiento de lana térmico y acústico de vaso, etc. Solo inconveniente, el carácter unidireccional del tren.
Durante mucho tiempo, por falta de dinero, este prototipo queda como único de su serie. Hay que esperar a un programa reducido de inversiones, en febrero de 1962, para encargar una primera serie de 60 unidades. Se trata siempre de composiciones triples, pero el último remolque dispone en lo sucesivo de una cabina de conducción, y el remolque es equipado de pasarelas de intercomunicación. El curioso dispositivo "cazavacas" desapareció. Las 15 primeras unidades son construidas en Alemania y llegan a España por Canfranc. Otros son realizados por el consorcio Constructores Españoles de Material Móvil S.A.
A partir de 1965, los motores son reemplazados por otros Pegaso de 6 cilindros tipo 9034.
En 1969, todos los remolques intermedios se transformaron en remolques extremos y provistos de cabinas para ser emparejadas a FER 469 - 528 durante la construcción. Cuando la serie recibe la nueva numeración UIC en 1971 (como Serie 591), únicamente consta por automotores bicajas (M-Rc).

## Servicio
El prototipo FER 301 es entregado en el núcleo de Valencia y realiza toda su carrera sobre la línea Valencia-Castellón y Valencia-Xàtiva. Cuando el resto de la serie es entregada, los Ferrobuses son repartidos entre los núcleos de Valencia (18), Sevilla (20), Orense (11) y Madrid-Atocha (11). La mayor parte de la serie es reformada entre 1975 y 1977. Al desaparecer los últimos supervivientes en 1982, tras la llegada de los automotores Serie 592 y Serie 593, el 591-326 y su remolque se transformaron para el parque de servicio bajo el número TTT 5001, y fueron utilizados durante un tiempo para el transporte del personal sobre la línea de Canfranc. El 591-301 es preservado en el Museo del Ferrocarril de Madrid.
El 591-521 ha sido adquirido por la Asociación para la Reconstrucción de Material Ferroviario (ARMF) y será restaurado para su uso en el Tren dels Llacs, la línea turística del ferrocarril Lérida-Puebla de Segur.